# بروکتون، استرالیای غربی
بروکتون (به انگلیسی: Brookton) یک شهرک در استرالیا است که در استرالیای غربی واقع شده‌است.